# Łata (wołowina)

Łata wołowa (8 i 9)

Łata – element półtuszy wołowej, uzyskany po obróbce: wycięciu odcinka żebra, tkanki łącznej i tłuszczowej.